# Jüdischer Friedhof (Dirmerzheim)

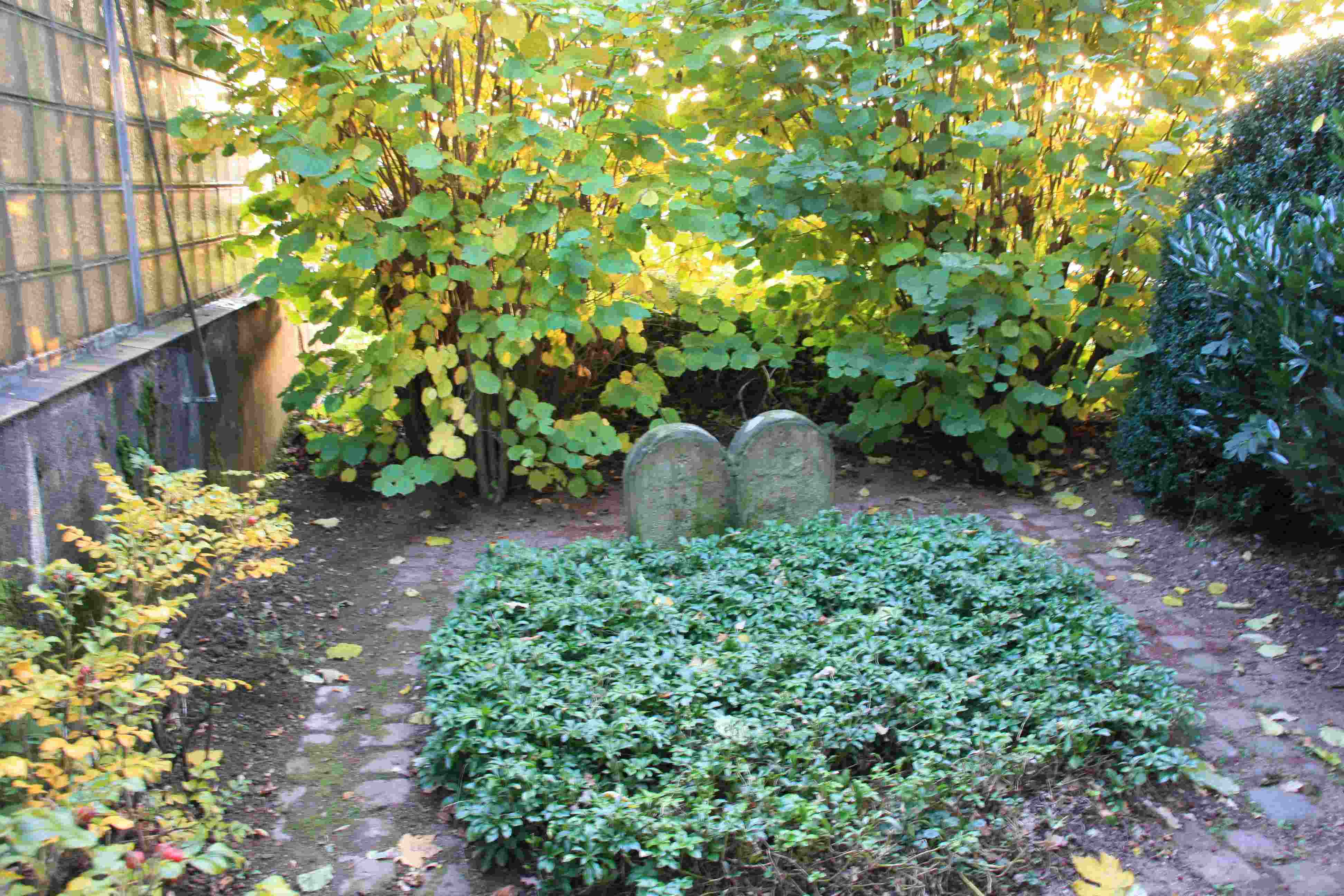
Teilansicht

Der Jüdische Friedhof Dirmerzheim liegt im Stadtteil Dirmerzheim von Erftstadt im Rhein-Erft-Kreis (Nordrhein-Westfalen). Belegt wurde der mit etwa 50 m2 Fläche kleinste jüdische Friedhof im Rhein-Erft-Kreis von 1854 bis 1870. Zahlreiche Steine sind verschwunden, heute sind nur noch drei Grabsteine (Mazewot) vorhanden:
- der Doppelstein für Ester Müller (1812–1870) und Jonas Platz  (1812–1854); verwittert und eingesunken.[1]
- der Stein für Sophia Rosen (1800–1858) und Jacob Nathan Klein.[1]

Der Friedhof liegt in der Brückenstraße gegenüber dem Sportplatz an der Auffahrt zu einer Brücke und ist kaum auffindbar. Er ist als kleine Grünanlage gestaltet und nicht umzäunt. Auf der rechten Seite der Anlage stehen zwei Grabsteine, der dritte steht auf der linken Seite. Der Friedhof liegt direkt neben einem Bungalow. Wie alle jüdischen Friedhöfe im Stadtgebiet der Stadt Erftstadt befindet sich der Friedhof im Eigentum der Synagogen-Gemeinde Köln, die Pflege der Friedhöfe obliegt der Stadt Erftstadt.

## Belege
1. 1 2 3  Dieter Peters: Jüdische Friedhöfe zwischen Rhein und Maas, Grabinschriften. Genealogische Daten von jüdischen Friedhöfen in der ehemaligen Rheinprovinz und in der niederländischen Provinz Limburg. MOSAIK Familienkundliche Vereinigung für das Klever Land e. V., Kleve 1993; S. 168–169.
2. ↑  „Erftstadt - Stadtteile Erp, Dirmerzheim und Liblar“ in Elfi Pracht: Jüdisches Kulturerbe in Nordrhein-Westfalen. Teil I. Regierungsbezirk Köln. Köln 1997 (Beiträge zu den Bau- und Kunstdenkmälern im Rheinland, Bd. 34.1), ISBN 3-7616-1322-9, S. 188.